# Солдатсько-Степне
Солдатсько-Степне (рос. Солдатско-Степное) — село у Биковському районі Волгоградської області Російської Федерації.
Населення становить 929 осіб. Входить до складу муніципального утворення Солдатсько-Степновське сільське поселення.

## Історія
Село розташоване у межах українського історичного та культурного регіону Жовтий Клин.
Село засноване 1902 року.
Згідно із законом від 21 лютого 2005 року № 1010-ОД органом місцевого самоврядування є Солдатсько-Степновське сільське поселення.

## Населення
| 2010 |
| ---- |
| 929  |